# سیارک ۱۰۵۷۰
سیارک ۱۰۵۷۰ (به انگلیسی: 10570 Shibayasuo، نامگذاری:1994GT) ده هزار و پانصد و هفتاد و یکمین سیارک کشف شده‌است که در ۸ آوریل ۱۹۹۴ کشف شد.